# Licor de henequén
El licor de henequén o  de sisal es un destilado que se obtiene de a  partir del  Agave fourcroydes (henequén), que es usado principalmente en la Industria textil. El destilado es originario del Estado de Yucatán, México, produciéndose mayoritariamente en el municipio de Izamal. El licor de henequén es una bebida alcohólica de aspecto incoloro luego de su destilado, aunque puede adquirir tonalidades marrones luego de dejarse en reposo o añejamiento. Cuenta con una alta graduación alcohólica, que oscila entre los 35 y 40°GL. Es una bebida similar al mezcal dada la forma en que se produce, sin embargo, su sabor, cuerpo y buqué son algo diferentes. Se produce en las variedades de blanco, añejo y reposado. Comercialmente también se le conoce con los nombres de licor de Izamal o licor de Sisal.

## Historia
El químico francés Charles Lassus, a principios del siglo XX, con el propósito de diversificar los productos finales derivados de la agroindustria henequenera, fue el primero en iniciar la extracción, fermentación y destilación del licor de henequén, no obstante, la producción de esa primera intención de producir un destilado derivado del henequén dejó de realizarse a mediados del siglo pasado. Fue hasta entrado el año 2003, que diversos empresarios del Estado de Jalisco y  Yucatán, en conjunto con el Centro de Investigación Científica de Yucatán (CICY), decidieron de manera conjunta reactivar la producción del destilado, creando el proyecto de elaboración de licor de Izamal, mismo que ha rendido frutos y a la fecha es el destilado que se comercializa.

## Proceso de elaboración
El proceso de elaboración sigue reglas particulares, similares a las de la elaboración del mezcal, entre ellos el tequila.
Cada piña pesa aproximadamente 40 kilos y para obtener 1 litro de licor se requiere de 4.09 kilos de piña. Para la elaboración del destilado, el agave debe pasar por los procesos de corte, cocción, fermentación y destilado. 